# Säsong 12 av RuPauls dragrace
Säsong 12 av RuPauls dragrace har premiär under våren 2020 på den amerikanska kanalen VH1. I säsongen tävlar 13 dragqueens om titeln "America's Next Drag Superstar", och de tävlande presenterades officiellt den 24 januari 2020 av fjolårsvinnaren Yvie Oddly. Under finalen av säsongen blev Jaida Essence Hall utsedd till vinnaren och blev tilldelad titeln ”America’s Next Drag Superstar”.
Heidi N Closet blev utsedd till säsongens ”Miss Congeniality” av förra årets titel-innehavare Nina West.

## Tävlingsdeltagare
De tävlande om titeln "America's Next Drag Superstar" i den elfte säsongen av RuPauls dragrace är:

(ålder och namn gäller tiden då tävlingen ägde rum)
| Tävlingsdeltagare  | Ålder | Hemstad                    | Placering   |
| ------------------ | ----- | -------------------------- | ----------- |
| Aiden Zhane        | 29    | Acworth, Georgia           | 10:e plats  |
| Brita              | 34    | New York, New York         | 9:e plats   |
| Crystal Methyd     | 28    | Springfield, Missouri      | 2/3:e plats |
| Dahlia Sin         | 28    | Los Angeles, Kalifornien   | 13:e plats  |
| Gigi Goode         | 21    | Los Angeles, Kalifornien   | 2/3:e plats |
| Heidi N Closet     | 24    | Ramseur, North Carolina    | 6:e plats   |
| Jackie Cox         | 34    | New York, New York         | 5:e plats   |
| Jaida Essence Hall | 32    | Milwaukee, Wisconsin       | 1:a plats   |
| Jan                | 26    | New York, New York         | 8:e plats   |
| Nicky Doll         | 28    | New York, New York         | 11:e plats  |
| Rock M. Sakura     | 28    | San Francisco, Kalifornien | 12:e plats  |
| Sherry Pie         | 27    | New York, New York         | DISK        |
| Widow Von'Du       | 30    | Kansas City, Missouri      | 7:e plats   |